# Châtenois (Bajo Rin)
Châtenois	(en alemán: Kestenholz) es una localidad y comuna francesa, situada en el departamento del Bajo Rin en la región de Alsacia.

## Demografía
| 2748 | 3484 | 4044 | 3937 | 2526 | 2315 | 2360 | 2516 | 2634 | 2798 | 2954 | 3005 | 3020 | 3373 |
| Para los censos de 1962 a 1999 la población legal corresponde a la población sin duplicidades (Fuente: INSEE [Consultar]) |      |      |      |      |      |      |      |      |      |      |      |      |      |